# Zaccaria di Alessandria
Zaccaria di Alessandria (in copto Ⲍⲁⲭⲁⲣⲓⲁⲥ, in arabo زخارياس‎?; Alessandria d'Egitto, ... – 22 novembre 1032) è stato il 64º Papa della Chiesa copta.

## Biografia
Nativo di Alessandria, secondo Abu al-Makarim, che scrisse nell'ultimo quarto del XII secolo, Zaccaria fu l'ultimo patriarca di Alessandria ad inviare lettere ai sovrani di Nubia ed Etiopia, essendogli proibito dal califfo di Fatimidi Al-Hakim bi- Amr Allah. Tuttavia, se il Califfo o il suo visir ricevevano una lettera da uno dei due sovrani, rimaneva il dovere del Patriarca di scrivere una risposta.
Era economo della Chiesa di san Michele prima di essere eletto. Accusato di simonia presso il califfo, quest'ultimo lo fece imprigionare nel 1009. Dopo il rilascio nell'anno successivo, si ritirò nel monastero di san Macario, dove trascorse 9 anni. Ritornò poi probabilmente a risiedere nel Cairo. Morì nel 1032, ovvero nel 748 secondo il calendario copto e nel 424 secondo il calendario islamico.
Papa Zaccaria fu sepolto nella chiesa di Santa Maria (Babylon Al-Darag) nella parte copta della città del Cairo.